# Paddan 4
Paddan 4 är en kulturmärkt rundtursbåt. Den ingår i Paddantrafiken i Göteborg.
Paddan 4 byggdes 1947 på Sjötorps varv i Sjötorp för trafik i Göteborgs kanaler. Paddan 4 är den äldsta kvarvarande paddanbåt, som fortfarande är i bruk som sightseeingbåt i Göteborg.